# Лижер Вилиџ Вест (Њу Џерзи)
Лижер Вилиџ Вест (енгл. Leisure Village West) насељено је место без административног статуса у америчкој савезној држави Њу Џерзи.

## Демографија
По попису из 2010. године број становника је 3.493, што је 7.592 (-68,5%) становника мање него 2000. године.
| Група             | 2000.          | 2010.         |
| Белци             | 10.078 (90,9%) | 3.335 (95,5%) |
| Афроамериканци    | 317 (2,9%)     | 56 (1,6%)     |
| Азијати           | 126 (1,1%)     | 26 (0,7%)     |
| Хиспаноамериканци | 437 (3,9%)     | 65 (1,9%)     |
| Укупно            | 11.085         | 3.493         |